# Pierre-Yves Jeholet
Pierre-Yves Jeholet (ur. 6 października 1968 w Verviers) – belgijski i waloński polityk oraz samorządowiec, w latach 2019–2024 minister-prezydent wspólnoty francuskiej.

## Życiorys
Ukończył prawo na Uniwersytecie w Liège oraz komunikację na Université catholique de Louvain. Do połowy lat 90. pracował jako korespondent sportowy w lokalnej gazecie oraz redaktor naczelny jednej ze stacji radiowych. Zaangażował się w działalność polityczną w ramach Partii Reformatorsko-Liberalnej, wraz z tą partią współtworzył później federacyjny Ruch Reformatorski. Od 1995 był bliskim współpracownikiem Didiera Reyndersa, jego asystentem parlamentarnym i rzecznikiem prasowym w okresie kierowania resortem finansów.
Od 2001 wybierany na radnego miejscowości Herve, w 2013 objął obowiązki burmistrza. W latach 2001–2003 zasiadał w radzie prowincji Liège. W latach 2003–2004 i 2007–2009 sprawował mandat posła do Izby Reprezentantów. Od 2004 do 2007 członek Parlamentu Walońskiego. Ponownie wybierany do tego gremium w 2009, 2014 i 2019. W 2014 stanął na czele frakcji poselskiej swojego ugrupowania.
We wrześniu 2019 powołany na ministra-prezydenta wspólnoty francuskiej Belgii. W lipcu 2023 przejął dodatkowo m.in. sprawy sportu. W 2024 kolejny raz uzyskał mandat deputowanego do Izby Reprezentantów. W lipcu 2024 zakończył pełnienie funkcji ministra-prezydenta. W tym samym miesiącu dołączył też do nowego rządu Walonii Adriena Dolimonta jako wicepremier oraz minister odpowiedzialny za gospodarkę, zatrudnienie, przemysł i szkolenia zawodowe.